# 内乡县
33°4′2.56″N 111°50′46.73″E / 33.0673778°N 111.8463139°E
内乡县，古称「菊潭」，是中国河南省南阳市下辖的一个县。全縣面积2465平方公里，人口約55万人，该县位于伏牛山区南麓，南阳盆地西沿，自古有“守八百里伏牛之门户，扼秦楚交通之要津”和“东接宛镇、南瞩荆襄、西带丹江 、北枕嵩邙”之说。县人民政府駐大成東路2號。

## 历史

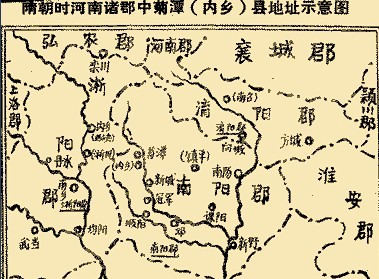
隋朝时河南诸郡中内乡县示意图

内乡历史可追溯直西周时期，内乡的管辖范围在历史上时有变化，较为复杂。

### 古代史
西周时属郦国。
春秋时期属楚析邑。
战国时期郦、析二邑被秦国吞并,属商鞅封地。秦昭襄王35年，置南阳郡，辖有郦县（囊括今内乡区域）,东接宛县，南连镶县，西南依丹水县，西北与析县为邻。
西汉时期南阳郡辖36县，郦县为其一，汉武帝元封元年，封左将黄同为下郦侯，东汉时期郦县属南阳郡。
三国时期南阳郡属魏，辖郦县。西晋称南阳国，东晋恢复为南阳郡，辖郦县。
南北朝时郦县西北部邻东析阳县(今西峡以东，包括今内乡部分区域)，西南连顺阳、南接冠军，东依湟阳，南北朝政权更迭，郦县先属宋、齐，后归北魏、西魏（西魏改析阳县为中乡县）和北周。
隋朝隋开皇三年（公元583年），隋文帝的父亲名杨忠，讳“忠”字，“中”与“忠”同音，与“内”意思相近改中乡县为内乡县，同时合并丹水县；郦县因境有菊水而更名为菊潭县，县治所位于今郦城；部分调整了博山县县域，三县同属南阳（邓州）郡。
唐朝唐武德二年（公元619年），废除菊潭县其南部划归新城县，北部新置默水县。唐开元二十四年(公元736年)，割新城3000户，复置菊潭县。五代周显德三年（公元956年），废菊潭县入内乡县，时内乡县辖今内乡、西峡两县境域。
元朝初（公元1265年），行政中心即县治所由西峡口迁至渚阳镇（今内乡县城）。同时，淅川、博山两县并入内乡，内乡兼有今内乡、西峡、淅川三县境地。
明朝明成化六年（公元1470年），复置淅川县。淅川县脱离内乡县。
清朝内乡县属河南省南阳府。

### 近代史
民国时期，属河南省第六行政区，内乡辖域仍包括有今西峡县境（西坪镇除外）及淅川县的李官桥镇，共有9区。属南阳府。
1945年3月28日内乡县被日军侵占。
1948年5月4日内乡被中国共产党占领。同年5月6日分内乡西北境新建西峡县。
1949年1月20日，撤销西峡县并入内乡。同年12月15日复置西峡县，同时将李官桥区划归淅川县，而淅川县的西庙岗、东川划归内乡。
1953年3月将内乡县马山口区石庙乡的小街、架鸡窝和岳岗乡的徐营、峰子山自然村250户分别划归南召县和镇平县。
1955年农业合作化后，内乡县将师岗区的堰子等村划归邓县，邓县的胡刘营、梁营，西峡县的张楼房、大峪、黄营以及南召县的大、小东沟等村划归内乡。

## 人口
根據第七次人口普查數據，截至2020年11月1日零時，內鄉縣常住人口549068人。

## 自然
内乡县处于暖温带向北亚热带过渡区，为北亚热带季风型大陆性气候，具有明显的过渡气候特征，内乡属长江汉水流域，共有大小河流40余条。其中较大的湍河、默河、刁河、黄水河、螺蛳河等，境内山地面积1662.9平方公里，占全县总土地面积72.2%，南部、西部和中部为丘陵区，丘陵区内有低山分布，面积为488.7平方公里，占总土地面积的21.3%。 
内乡已勘探可开发的资源的有大理石，花岗岩、米黄玉、海泡石、石墨、金、银、钒等22种；中药材类资源有石斛、麝香、天麻、何首乌、杜仲、辛夷、山萸肉、柴胡等400多种。

## 行政区划
内乡县下辖12个镇、4个乡：
城关镇、夏馆镇、师岗镇、马山口镇、湍东镇、赤眉镇、瓦亭镇、王店镇、灌涨镇、桃溪镇、岞岖镇、余关镇、板场乡、大桥乡、赵店乡和七里坪乡。

## 交通
内乡古为“入关通道”、“秦楚要塞”，而今宁西铁路、 312国道、豫52省道横穿全境，豫51、53省道纵越南北，距南阳机场65公里，境内县乡村三级公路纵横交织，四通八达。

## 经济

### 农业
内乡农副产品种类较多，是全国粮食生产基地县、优质小麦良种繁育基地县、优质烟叶生产基地县、朝天椒和伏牛白山羊生产大县。菌、椒、羊、烟、药果五大支柱，是农民增收的重要来源。内乡的香菇，菇型圆整，质白肉厚，细嫩滑脆，香味浓郁，营养丰富，年产量上万吨，远销国外；朝天椒，以其色鲜、肉厚、角尖、辣味浓而受到欢迎；内乡的伏牛白山羊，以其肉质细嫩、肉味鲜美、板皮致密，内乡农科所研制的“豫麦35”，优质、高产，最高亩产可达600公斤，被农业部指定为“优质面包专用小麦”；“马山牌”烟叶，属津马布韦香型，被省政府确定为首推品牌；北部山区盛产多种优质名贵中药材和山珍，为明清时期全国四大中药材集散地之一，山萸肉、辛荑、杜仲等已形成规模，产量占全国20%以上，全县宜林面积168万亩，活立木蓄集量220万立方米，森林覆盖率达53%，是全国生态农业示范县和联合国绿色产业示范区。

### 工业
内乡全县已形成造纸产业、机械加工产业、化工软木产业、冶金建材产业、以黄金公司为主的多金属矿产开采及加工产业、以县地毯厂、马山通祥地毯厂为主的工艺编织产业、以全宇药厂为主的医药加工产业等多种产业类型，其中造纸产业是河南省重点扶持发展工业。内乡依托丰富的矿产资源丰富，在2010年，引进石材企业前来组团投资开发石材，计划将内乡建为“大石都”。

## 名胜古迹
- 内乡县衙：始建于元朝大德八年（1304年），是中国目前保存最完整的封建时代县级官署衙门。
- 石堂山：中原道教名山，因东晋道士麻衣子再此修炼而被世人所知。
- 内乡文庙：又名孔庙，是河南省省级文物保护单位。
- 邓窑遗址：位于内乡县乍区乡西南约10公里。邓窑又名大石窑，为宋代北方汝窑系瓷窑。遗址坐落在高岭土产区。
- 茶庵遗址：位于内乡县城北湍东镇茶庵村,该遗址内涵主要是仰韶文化。
- 湍河老桥：该桥由民国宛西民团司令别廷芳筹资，河南省建设厅资助，天津大幸公司承包修筑。
- 宝天曼自然保护区：总面积5400公顷，是中原地带唯一保存完整的森林和野生动物类型生态区。
- 伏牛山世界地质公园：面积共1340.93平方公里。
- 吴垭民居：始建于清代乾隆八年(1743年)，距今已有260余年历史。
- 明代菊潭公园：海拔169.3米·该园原系明嘉靖乙丑进士，安庆知府许评兴建的家庭花园。

## 名人
- 柴升
- 黄裳，明朝永乐十年进士。
- 别廷芳
- 秦英林，养猪企业家，河南首富
- 马保国，太极拳师

## 参看
- 宛西自治
- 國民革命軍陸軍第十三軍抗日陣亡將士紀念碑